# Scyphoniscus magnus
Scyphoniscus magnus là một loài chân đều trong họ Scyphacidae. Loài này được Chilton miêu tả khoa học năm 1909.